# Tomosvaryella curtissima
Tomosvaryella curtissima är en tvåvingeart som beskrevs av Kuznetzov 1993. Tomosvaryella curtissima ingår i släktet Tomosvaryella och familjen ögonflugor.
Artens utbredningsområde är Kazakstan. Inga underarter finns listade i Catalogue of Life.